# Isole ABC (Caraibi olandesi)
Per Isole ABC si intendono le tre isole poste più a occidente delle Isole Sottovento, nelle Antille: Aruba, Bonaire e Curaçao. Tutte e tre le isole fanno parte del Regno dei Paesi Bassi. Aruba e Curaçao ne sono nazioni costitutive, mentre Bonaire è una municipalità speciale dei Paesi Bassi.